# 아도간
아도간(我刀干)은 가야의 건국신화인 수로왕 신화의 구간(九干) 중 하나이다.
『삼국유사』의 「가락국기」에 의하면, 아도간 등 9간은 추장으로서 각기 그 촌락민을 자치적으로 다스리고 있었는데, 계욕(禊浴)이라는 의례를 행하고 있을 때 구지봉(龜旨峯)에서 하늘로부터 계시가 들려 왔다.9간 이하 수백 명이 노래를 부르자, 하늘에서 6개의 황금빛의 알이 그릇에 담겨 내려왔다. 이 알들을 안고 아도간의 집에 와 탑상에 안치하여 놓았다. 10여일 후 알에서 여섯의 남아가 태어났는데, 수로가 제일 먼저 태어났다.이들은 10여일 만에 장대하게 자라 났다. 수로가 가락국의 왕이 되고, 다른 다섯 남아도 각기 5가야의 왕이 되었다. 수로왕이 나라의 기틀을 닦고 관제를 정비하면서, 아도간의 칭호를 아궁간(阿窮干)으로 바꾸었다.